# コピーレフト著作物の商用利用
商業化されたコピーレフト作品の扱いは、FOSSでコピーレフトライセンスが使用されている場合と、事実上商業的なライセンスで特定の利用を制限する場合とで根本的に異なる。FOSSのコピーレフト作品の経済モデルは、作品自体ではなく、他の希少資源や補完財の商業化に依存する傾向がある。コピーレフトされた作品で収益を得る一つの方法は、作品の利用者に対してコンサルティングやサポートを販売することである。

## 内部利用
企業や政府は、コピーレフトソフトウェアを内部で使用することで価値を得て、コストを削減することができる。例としてLinuxの採用を参照。

## 開発
既存の自由ソフトウェアを基盤にすることで、企業は開発コストを削減できる。コピーレフトのソフトウェアは、販売することがほとんど不可能である（なぜなら誰でも無料で複製を配布できるため）という不利があるが、その一方で、競合他社が改良されたバージョンを製品に組み込んで配布する際には、同様にその改良点を元の配布者に公開しなければならず、フリーライダー問題の一形態を回避できるという利点がある。
コピーレフトは、ボランティアのプログラマや組織がソフトウェアの開発に関与し、貢献する意義を感じられるようにし、将来的な派生物も自分たちにアクセス可能であるという安心感を与える。また、それらの貢献がより大きな目的、たとえばカーネルの場合オペレーティングシステムの開発に貢献しているという感覚をもたらす。ソフトウェアにコピーレフトを適用することは、提供された知識を決して悪用したり隠したりしないという意図を明確にするものである。さらに、すべての貢献者や企業がプロプライエタリ版をフォークして商業的優位性を得ることを防ぐ。

## 配布
GNUのFSDG（Free System Distribution Guidelines）に準拠してフリーソフトウェア財団が推奨するオペレーティングシステムのような例外を除いて、大半のLinuxディストリビューションプロジェクトは、配布するプロプライエタリソフトウェアの量を制限したり、自由でないライセンスの拡散を抑えたりすることに積極的ではない。
ブルース・ペレンズによって立ち上げられたプロジェクトであるUserLinuxは、自由ソフトウェア、すなわちコピーレフトまたはその他の自由ソフトウェアライセンスに基づくソフトウェアに基づいた小規模ビジネスの出現を支援した。UserLinuxのウェブサイトでは、こうしたビジネスのケーススタディーや成功例が紹介されていた。しかし、カノニカルとUbuntuが人気を得るにつれて、UserLinuxプロジェクトはソフトウェアを一切リリースせず、最終的には放棄された。

## 芸術
コピーレフトの芸術作品は、他の作品（それが専有的なものであるか否かを問わず）を宣伝するという（補助的な）宣伝機能を持つことがある。芸術的制作物のすべてに妥協なきコピーレフトを貫く芸術家は、サービスやコンサルティングに加え、ある種のパトロンや、芸術制作とは無関係な収入源に頼ることも可能である。
ガール・トークやナイン・インチ・ネイルズのような一部の芸術家は、商業利用を許可しないCC BY-NC-SAライセンスのようなコピーレフトライセンスを使用している。このようにすることで、自分たちの作品を販売する際に、他者が同じ作品のコピーを販売して競合することを防げる。しかしながら、CC BY-NC-SAは、非商用制限によって作品を専有的なものとしてしまうため、真のコピーレフトではないと主張する者もいる。
コピーレフトの芸術が、大衆だが購買力の低い層、または少数だが裕福な層に向けられている場合、芸術作品の公開自体を販売の対象とすることがある。このアプローチは、新作の公開にも、既存の専有的作品をコピーレフトとして再ライセンスする場合（例：Blender）にも用いられる。